# Wenlock
Wenlock (někdy nazývaný také Wenlockium) je v geologii oddělení siluru. Započal před přibližně 433,4 miliony let a skončil před asi 427,4 miliony let. Jeho podložím je llandover, nadložím ludlow.
| Perioda | Série                            | Miliony let                                         |
| ------- | -------------------------------- | --------------------------------------------------- |
| Silur   | Přídolí Ludlow Wenlock Llandover | 423 – 419,2 427,4 – 423 433,4 – 427,4 443,4 – 433,4 |

## Pojmenování
Pojmenování vzniklo podle skalního výchozu Wenlock Edge u městečka Much Wenlock ve středoanglickém hrabství Shropshire. Stanovil je roku 1839 skotský geolog a paleontolog Roderick Murchison.

## Rozhraní
Série začíná nezřetelnou hranicí k llandoveru, určenou vymřením konodontů druhu Pterospathodus amorphognathoides. Jako světový stratotyp této hranice byl určen Mezinárodní komisí pro stratigrafii při IUGS odkryv u Dob's Linn, poblíž města Moffat ve Skotsku. Konec série je rovněž nezřetelný. Jako světový stratotyp této hranice byl určen Mezinárodní komisí pro stratigrafii při IUGS výchoz, který se nachází v Bach Hughely, hrabství Shropshire, Anglie.
Ve středočeském siluru tvoří wenlock svrchní část liteňských vrstev, kde jsou graptolitocé zóny Cyrtograptus insectus, Cyrtograptus centrifugus, Cyrtograptus murchisoni, Monograptus firmus, Monograptus riccartonensis, Pristiograptus dubius, Cyrtograptus rigidus, Monograptus flexilis, Cyrtograptus ramosus, Cyrtograptus perneri, Cyrtograptus radians a Monograptus testis.

## Rozdělení
Série Wenlock se dále dělí na dva geologické stupně
- Homerium (vůdčí zkamenělina: Cyrtograptus lundgreni)
- Sheinwoodium (vůdčí zkamenělina: konodonti – Pterospathodus amorphognathoides)

## Geologická situace
V období wenlock došlo ke srážce kontinentů Laurentia, Baltica a Avalonia. Následkem toho nastalo Kaledonské vrásnění.